# Singhalia
Singhalia is een geslacht van vlinders van de familie snuitmotten (Pyralidae), uit de onderfamilie Phycitinae.

## Soorten
- S. cinerella Hampson, 1896
- S. cymogramma Meyrick, 1933
- S. sarcoglauca Hampson, 1896